# الإسلام في السودان
الإسلام هو الدين الأكثر شيوعًا في السودان، وقد هيمن المسلمون على مؤسسات الحكومة الوطنية منذ الاستقلال في عام 1956. وفقًا لبرنامج الأمم المتحدة الإنمائي في السودان يبلغ عدد السكان المسلمين 97٪، بما في ذلك العديد من الجماعات العربية وغير العربية، أما نسبة 3٪ المتبقية فهم أتباع الديانة المسيحية أو الديانات التقليدية.
يسود المسلمون في كل منطقة ما عدا جبال النوبة. يتبع الغالبية العظمى من المسلمين في السودان المذهب السني المالكي في الفقه. كما توجد بعض المجتمعات الشيعية في العاصمة الخرطوم. ترتبط جماعتان دينيتان وهما الأنصار والختمية بحزب الأمة المعارض والحزب الاتحادي الديمقراطي الموحد على التوالي. منطقة دارفور فقط هي التي تفتقر تقليديًا إلى وجود الجماعات الصوفية الموجودة في بقية البلاد.
في سبتمبر 2020، حاولت احزاب الحرية والتغيير ان تجعل من  السودان دولة علمانية دستوريًا بعد أن وافقت الحكومة الانتقالية في السودان على العلمانية منهية بذلك اعوام من الحكم الإسلامي والإسلام كدين رسمي للدولة في الدولة الواقعة في شمال إفريقيا. كما كان سينهى هذا التشريع الجديد قانون الردة السابق والجلد العلني.لكن الشععب رفض .

## تاريخ
كان هناك اتصال ثقافي بين النوبيين والعرب قبل فترة طويلة من ظهور الإسلام. بعد الفتح الإسلامي لمصر تحت حكم عمرو بن العاص انتشر الإسلام من الشمال إلى السودان. التزمت الكنيسة النوبية السابقة بالمسيحية القبطية لأن النوبة قد خضعت بالفعل للتنصير عبر مصر أيضًا. قضت الفتوحات الإسلامية على الممالك النوبية المسيحية في نوباتيا، المقرة، وألوديا في 650 و 1312 و 1504 على التوالي. سيطرت سلطنة الفونج المسلمة على الجزء الشمالي من السودان ابتداء من عام 1504.
لم يكن جنوب السودان مسيحياً ولا مسلماً حتى القرن التاسع عشر. خضعت هذه المنطقة للحكم الإسلامي في عهد محمد علي، ومنذ ذلك الحين ظل هناك صراع ديني وعرقي. ينظر إلى الثورة المهدية (1881-1899) التي أدت إلى الحكم البريطاني من 1899-1955 على أنها بداية الإسلام السياسي. اندلعت عدة نزاعات عرقية ودينية بين الشمال العربي المسلم والجنوب الأفريقي المسيحي الأسود في الحرب الأهلية السودانية الأولى (1955-1972)، الحرب الأهلية السودانية الثانية (1983-2005)، الحرب في دارفور (2003-2010) والنزاع السوداني في جنوب كردفان والنيل الأزرق.

## الإسلام في السودان حسب العرق

### العرب
يشكل العرب الطائفة المسلمة الكبرى في السودان، إذ يشكل العرب 40% من إجمالي سكان السودان (حسب إحصائيات عام 1983) و55% من سكان الأقاليم الشمالية من السودان، وهم يشكلون الأغلبية في كثير من الولايات السودانية، مثل الخرطوم وكردفان ودارفور.

### النوبيون
يشكل النوبيون ثاني أكبر طائفة مسلمة في السودان بعد العرب، وهم يسكنون في وادي نهر النيل في أقصى شمال السودان وفي جنوب مصر، ويستطيع معظمهم تكلم اللغة العربية، وتعتبر العربية لغتهم الثانية.

### قبيلة البجا
كان البجا يسكنون هضاب البحر الأحمر منذ العصور التاريخية، وعندما وصل المسلمون العرب إلى السودان اعتنقته قبائل البجا، وصاروا يسمون أبناءهم بأسماء عربية اقتداءً بالمسلمين الأوائل.